# Monegros
Monegros is een comarca van de Spaanse provincies Zaragoza en Huesca. De hoofdstad is Sariñena, de oppervlakte 2764,90 km2 en het heeft 21.641 inwoners (2002). De comarca is genoemd naar de Monegrossteppe, die de gehele comarca omvat.

## Gemeenten
Albalatillo, Albero Bajo, Alberuela de Tubo, Alcubierre, La Almolda, Almuniente, Barbués, Bujaraloz, Capdesaso, Castejón de Monegros, Castelflorite, Farlete, Grañén, Huerto, Lalueza, Lanaja, Leciñena, Monegrillo, Peñalba, Perdiguera, Poleñino, Robres, Sangarrén, Sariñena, Sena, Senés de Alcubierre, Tardienta, Torralba de Aragón, Torres de Barbués, Valfarta en Villanueva de Sigena.